# Begonia brachybotrys
Begonia brachybotrys là một loài thực vật có hoa trong họ Thu hải đường. Loài này được Merr. & L.M.Perry mô tả khoa học đầu tiên năm 1943.